# Ophioderma brevicauda
Ophioderma brevicauda är en ormstjärneart som beskrevs av Christian Frederik Lütken 1856. Ophioderma brevicauda ingår i släktet Ophioderma och familjen Ophiodermatidae. Inga underarter finns listade i Catalogue of Life.